# The Right of Way (film 1920)
The Right of Way è un film muto del 1920 diretto da John Francis Dillon. Prodotto e distribuito dalla Metro Pictures Corporation, il film aveva come interpreti Bert Lytell, Gibson Gowland, Leatrice Joy, Virginia Caldwell, Antrim Short, Carmen Phillips, Frank Currier.
La sceneggiatura di June Mathis si basa sull'omonimo romanzo di sir Gilbert Parker pubblicato a New York e a Londra nel 1901.
Il romanzo fu lo spunto per altre diverse versioni cinematografiche: nel 1915 era uscito in distribuzione un The Right of Way diretto da John W. Noble mentre, nel 1931, la First National Pictures avrebbe prodotto un altro The Right of Way diretto da Frank Lloyd che aveva come interpreti Conrad Nagel e Loretta Young.

## Trama

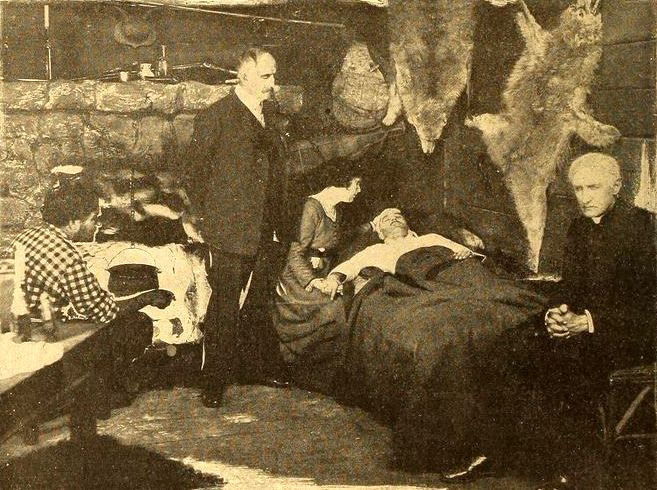

Charley Steele è un avvocato brillante ma oltremodo cinico: dopo essere riuscito a fare assolvere uno dei suoi clienti, Jo Portugais, che era stato accusato di omicidio, gli dichiara con disprezzo che è "colpevole come l'inferno". Steele, forte bevitore, un giorno viene coinvolto in una rissa tra ubriachi ma viene salvato dall'uomo che ha fatto condannare. Colpito da amnesia, viene portato nel villaggio di Chaudiere dove viene curato. Steele, un miscredente, comincia a sentire il richiamo della fede quando incontra Rosalie che lo porta a credere di nuovo nell'umanità. Una notte, durante un tentativo di rapina ai danni della chiesa, Steele viene mortalmente ferito dai ladri mentre cercava di opporsi ai malviventi e spira, ormai redento, tra le braccia di Rosalie. (Nel finale alternativo, la storia finiva con Steele che si avventurava nei boschi con Jo Portugais con la speranza di risolvere i suoi dubbi e chiedere a Rosalie di sposarlo.

## Produzione
Eugene W. Presbrey adattò per il teatro il romanzo di Gilbert Parker da cui venne tratta la sceneggiatura del film. L'omonimo lavoro teatrale aveva debuttato il 4 novembre 1907 al Wallack's Theatre di Broadway

Il film fu prodotto dalla Metro Pictures Corporation. Vennero girati due finali alternativi tra i quali si sarebbe poi potuto scegliere per la distribuzione nelle diverse sale. Il primo seguiva la traccia del romanzo originale con la morte dell'eroe, il secondo proponeva invece l'happy ending.
Alcune scene furono girate nelle foreste nei pressi di Monterey, al lago Tahoe e ai piedi delle colline intorno a Hollywood.

## Distribuzione
Il copyright del film, richiesto dalla Metro Pictures Corp, fu registrato il 13 febbraio 1920 con il numero LP14741.

Distribuito dalla Metro Pictures Corporation, il film uscì nelle sale statunitensi il 29 febbraio 1920. Nello stesso anno, venne distribuito anche nel Regno Unito dalla Drury's Imperial Pictures.
Non si conoscono copie ancora esistenti della pellicola che viene considerata presumibilmente perduta.